# Нова Івічна
Нова Івічна (пол. Nowa Iwiczna) — село в Польщі, у гміні Лешноволя Пясечинського повіту Мазовецького воєводства.
Населення — 3755 осіб (2011).
У 1975-1998 роках село належало до Варшавського воєводства.

## Демографія
Демографічна структура станом на 31 березня 2011 року:
|          | Загалом | Допрацездатний вік | Працездатний вік | Постпрацездатний вік |
| -------- | ------- | ------------------ | ---------------- | -------------------- |
| Чоловіки | 1792    | 574                | 1126             | 92                   |
| Жінки    | 1963    | 528                | 1229             | 206                  |
| Разом    | 3755    | 1102               | 2355             | 298                  |